# ويلينغتون فاغاردو
ويلينغتون فاغاردو (بالبرتغالية: Wellington Fajardo‏) هو لاعب كرة قدم ومدرب كرة قدم برازيلي، ولد في 11 يونيو 1961 في Leopoldina, Minas Gerais ‏ في البرازيل. لعب مع نادي كروزيرو.